# SSV Bornheim
Der SSV Bornheim (offiziell: Spiel- und Sportverein Bornheim 1924 e. V.) ist ein Sportverein aus Bornheim im Rhein-Sieg-Kreis. Die erste Fußballmannschaft der Männer stieg 2025 in die Mittelrheinliga auf.

## Geschichte
Der Verein wurde am 3. Dezember 1924 gegründet und war bis 1987 ein reiner Fußballverein. Seitdem kamen weitere Sportarten wie Tischtennis, Gymnastik, Boxen, Pilates, Boule, Volleyball und Kindertanzkurse hinzu.
Im Jahre 1947 stiegen die Bornheimer in die Bezirksklasse auf und musste vier Jahre später wieder absteigen. Es folgten viele Jahre auf Kreisebene, ehe 1968 der Wiederaufstieg in die Bezirksklasse gelang. Zwischenzeitlich wieder abgestiegen dauerte es bis 2009, ehe die Bornheimer wieder den Aufstieg in die Bezirksliga schafften. Es folgten Jahre als Fahrstuhlmannschaft. 2010 stieg die Mannschaft ab, im Jahr darauf wieder auf. Dem Abstieg im Jahre 2013 folgte der direkte Wiederaufstieg, nach dem sich die Bornheimer in der Bezirksliga etablieren konnten. Im Jahre 2023 gelang dann erstmals der Aufstieg in die Landesliga Mittelrhein, dem zwei Jahre später der Aufstieg in die Mittelrheinliga folgte.

## Erfolge
- Aufstieg in die Fußball-Mittelrheinliga: 2025
- Aufstieg in die Landesliga Mittelrhein: 2023

## Stadion
Die Heimspiele werden auf der Sportanlage Wallrafstraße ausgetragen. Das Stadion bietet Platz für 5000 Zuschauer. Es wird auf Naturrasen gespielt.

## Persönlichkeiten
- Max Lunga